# Heinrich Otto Schröder
Heinrich Otto Schröder (* 8. April 1906 in Friedberg (Hessen); † 19. Juli 1987 in Sankt Augustin) war ein deutscher Klassischer Philologe.

## Leben
Heinrich Otto Schröder studierte an der Universität Gießen Klassische Philologie (vor allem bei Karl Kalbfleisch) und wurde am 8. November 1934 zum Dr. phil. promoviert. In seiner Dissertation sammelte und kommentierte er die Fragmente des Timaios-Kommentars von Galen; die Arbeit erschien mit einem Beitrag von Paul Kahle als kritische Edition.
In Gießen arbeitete Schröder ab dem Wintersemester 1930/31 als Assistent. Er hielt griechische Stilübungen ab und unterstützte vor allem die angehenden Studenten. Seine Forschungsarbeit widmete er den griechischen Ärzten. Am 25. Januar 1939 habilitierte er sich mit einer Schrift über den Alethes Logos des Kelsos, die nur im Auszug erschien und 2020 postum von Johannes Arnold veröffentlicht wurde. Nach der Habilitation wurde Schröder zum Oberassistenten ernannt.
Nach Kriegsdienst und Gefangenschaft im Zweiten Weltkrieg ging Schröder in den Schuldienst und lebte zunächst in Menden/Sauerland, da die Universität Gießen aufgelöst wurde. 1954 wurde er Oberstudiendirektor am Stiftischen Gymnasium in Düren, 1962 am Beethoven-Gymnasium in Bonn. Ab 1966 wirkte Schröder nebenamtlich als Honorarprofessor an der Universität Köln. Ende 1971 trat er in den Ruhestand.
Schröder beschäftigte sich zeitlebens mit der griechischen Literatur, vor allem mit der antiken Religions- und Medizingeschichte. 1986 brachte er eine kommentierte Übersetzung der Heiligen Reden des Aelius Aristides heraus. Er verfasste außerdem Artikel für die Realencyclopädie der classischen Altertumswissenschaft und für das Reallexikon für Antike und Christentum.

## Schriften (Auswahl)
- Galeni in Platonis Timaeum commentarii fragmenta. Leipzig 1934 (erweiterte Dissertation)
- Oreibasios. In: Paulys Realencyclopädie der classischen Altertumswissenschaft (RE). Supplementband VII, Stuttgart 1940, Sp. 797–811.
- Publius Aelius Aristides: Heilige Berichte. Einleitung, deutsche Übersetzung und Kommentar. Winter, Heidelberg 1986, ISBN 3-533-03697-9 / ISBN 3-533-03698-7
- Publius Aelius Aristides. Ein kranker Rhetor im Ringen um den Sinn seines Lebens. In: Gymnasium. Band 95 (1988), S. 375–380
- Der Alethes Logos des Celsus. Untersuchungen zum Werk und seinem Verfasser mit einer Wiederherstellung des griechischen Textes und Kommentar. Herausgegeben von Johannes Arnold. Logos Verlag, Berlin 2020, ISBN 978-3-8325-5156-8 (ursprünglich Habilitationsschrift, Gießen 1939)